# Molekularitás
A molekularitás a kémiában az egyetlen reakciólépésben egymással ütköző molekulák számát jelenti. Míg a reakció rendjét kísérletileg határozzák meg, a molekularitás elméleti fogalom és csak elemi reakciókra vonatkoztatható. Az elemi reakciókban a reakció rendje, a molekularitás és a sztöchiometriai együttható számszerű értéke azonos, de ezek különböző fogalmak.
- Unimolekulás reakciónak nevezzük az olyan reakciót, melyben egy molekula entitást vesz részt.
- A két molekula entitás részvételével zajló reakciót bimolekulás reakciónak nevezzük.
- A három molekula entitás részvételével zajló reakciót termolekulás (trimolekulás) reakciónak hívjuk. Oldatban vagy gázkeverékben a termolekulás reakciók nagyon ritkák, mivel a három molekula egyidejű ütközésének valószínűsége nagyon alacsony.[2] A termolekulás kifejezést azonban használják az alábbi típusú három test asszociációs reakciókra is:

{\displaystyle A+B{\overset {M}{\to }}C}
A nyíl feletti M azt jelöli, hogy az energia és impulzus megtartásához egy harmadik féllel történő második reakció is szükséges. A és B kezdeti bimolekulás ütközését követően egy gerjesztett állapotú köztitermék keletkezik, mely utána egy második bimolekulás reakcióban az M testtel ütközve átadja annak a fölös energiáját.
A reakció két reakció egymás utáni sorozataként írható le:
{\displaystyle A+B\to AB^{*}}
{\displaystyle AB^{*}+M\to C+M}
Az ilyen reakciók gyakran mutatnak nyomás- és hőmérsékletfüggést a másod- és harmadrendű kinetika közötti átmeneti területen.
A katalitikus reakciók gyakran három komponensűek, de a gyakorlatban nem úgy zajlik a reakció, hogy a két komponens és a katalizátor egyszerre ütközik, hanem először a kiindulási anyagok komplexe keletkezik, és a sebességmeghatározó lépés ennek a komplexnek a termékekké történő átalakulása. Például a fém katalizátorral végzett hidrogénezés során a molekuláris hidrogén először hidrogénatomokra disszociálva megkötődik a fém felületén, majd ezt követően ez az atomos hidrogén az, amely reagál a – korábban már szintén a felületre adszorbeálódott – kiindulási anyaggal.

## Fordítás
Ez a szócikk részben vagy egészben  a   Molecularity című angol Wikipédia-szócikk ezen változatának fordításán alapul.  Az eredeti cikk szerkesztőit annak laptörténete sorolja fel. Ez a jelzés csupán a megfogalmazás eredetét és a szerzői jogokat jelzi, nem szolgál a cikkben szereplő információk forrásmegjelöléseként.